# 9e Satellite Awards
De uitreiking van de 9e Satellite Awards, waarbij prijzen werden uitgereikt in verschillende categorieën voor film en televisie uit het jaar 2004, vond plaats in Los Angeles op zondag 23 januari 2005.

## Film

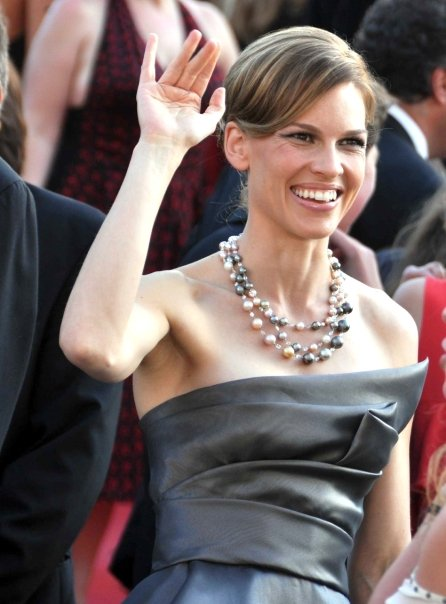
Hilary Swank (Million Dollar Baby), winnaar beste actrice in een dramafilm

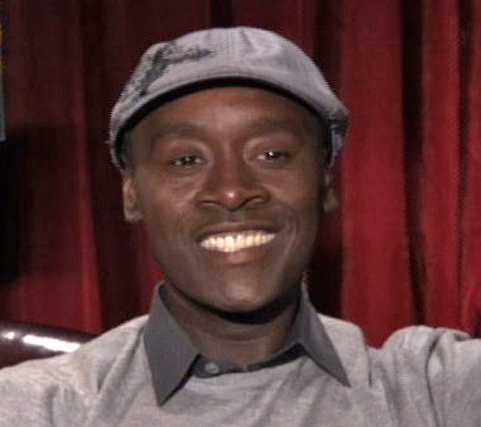
Don Cheadle (Hotel Rwanda), winnaar beste acteur in een dramafilm

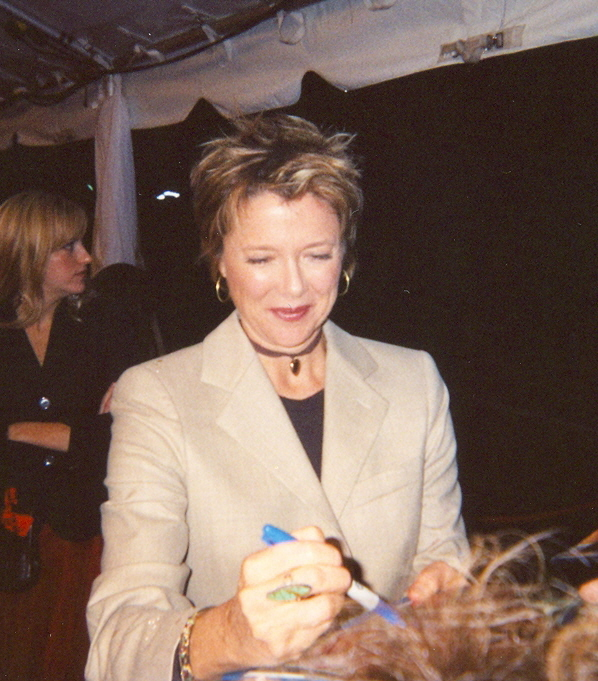
Annette Bening (Being Julia), winnaar beste actrice in een komische of muzikale film

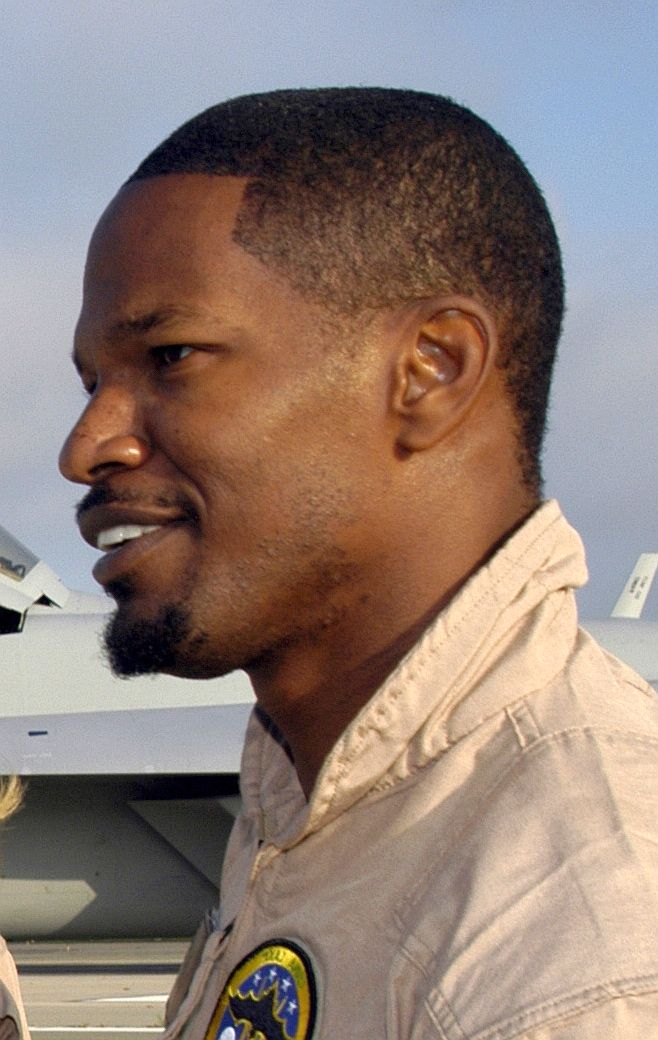
Jamie Foxx (Ray), winnaar beste acteur in een komische of muzikale film

### Beste dramafilm
- Hotel Rwanda
  - The Aviator
  - Kill Bill: Vol. 2
  - Kinsey
  - Maria Full of Grace
  - Vera Drake

### Beste komische of muzikale film
- Sideways
  - The Life Aquatic with Steve Zissou
  - The Merchant of Venice
  - Napoleon Dynamite
  - The Phantom of the Opera
  - Ray

### Beste actrice in een dramafilm
- Hilary Swank - Million Dollar Baby
  - Laura Linney - P.S.
  - Catalina Sandino Moreno - Maria Full of Grace
  - Imelda Staunton - Vera Drake
  - Uma Thurman - Kill Bill: Vol. 2
  - Sigourney Weaver - Imaginary Heroes

### Beste acteur in een dramafilm
- Don Cheadle - Hotel Rwanda
  - Kevin Bacon - The Woodsman
  - Javier Bardem - Mar adentro
  - Gael García Bernal - Diarios de motocicleta
  - Johnny Depp - Finding Neverland
  - Liam Neeson - Kinsey
  - Sean Penn - The Assassination of Richard Nixon

### Beste actrice in een komische of muzikale film
- Annette Bening - Being Julia
  - Jena Malone - Saved!
  - Natalie Portman - Garden State
  - Emmy Rossum - The Phantom of the Opera
  - Kerry Washington - Ray
  - Kate Winslet - Eternal Sunshine of the Spotless Mind

### Beste acteur in een komische of muzikale film
- Jamie Foxx - Ray
  - Gerard Butler - The Phantom of the Opera
  - Jim Carrey - Eternal Sunshine of the Spotless Mind
  - Paul Giamatti - Sideways
  - Kevin Kline - De-Lovely
  - Bill Murray - The Life Aquatic with Steve Zissou

### Beste actrice in een bijrol in een dramafilm
- Gena Rowlands - The Notebook
  - Cate Blanchett - The Aviator
  - Daryl Hannah - Kill Bill: Vol. 2
  - Laura Linney - Kinsey
  - Natalie Portman - Closer
  - Kyra Sedgwick - The Woodsman

### Beste acteur in een bijrol in een dramafilm
- Christopher Walken - Around the Bend
  - David Carradine - Kill Bill: Vol. 2
  - Jamie Foxx - Collateral
  - Alfred Molina - Spider-Man 2
  - Clive Owen - Closer
  - Peter Sarsgaard - Kinsey

### Beste actrice in een bijrol in een komische of muzikale film
- Regina King - Ray
  - Lynn Collins - The Merchant of Venice
  - Minnie Driver - The Phantom of the Opera
  - Cloris Leachman - Spanglish
  - Virginia Madsen - Sideways
  - Sharon Warren - Ray

### Beste acteur in een bijrol in een komische of muzikale film
- Thomas Haden Church - Sideways
  - Joseph Fiennes - The Merchant of Venice
  - Jeremy Irons - Being Julia
  - Peter Sarsgaard - Garden State
  - Mark Wahlberg - I Heart Huckabees
  - Patrick Wilson - The Phantom of the Opera

### Beste niet-Engelstalige film
- Mar adentro (Spanje)
  - La mala educación (Spanje)
  - Non ti muovere (Italië)
  - House of Flying Daggers (China)
  - Diarios de motocicleta (Argentinië)
  - Un long dimanche de fiançailles (Frankrijk)

### Beste geanimeerde of mixed media film
- The Incredibles
  - The Polar Express
  - The SpongeBob SquarePants Movie
  - Teacher's Pet
  - Team America: World Police

### Beste documentaire
- Super Size Me
  - Born into Brothels
  - The Fuente Family: An American Dream
  - Lighting in a Bottle
  - Touching the Void
  - Tupac: Resurrection

### Beste regisseur
- Mel Gibson - The Passion of the Christ
  - Bill Condon - Kinsey
  - Taylor Hackford - Ray
  - Joshua Marston - Maria Full of Grace
  - Alexander Payne - Sideways
  - Martin Scorsese - The Aviator

### Beste originele script
- Ray - James L. White
  - The Aviator - John Logan
  - Collateral - Stuart Beattie
  - Hotel Rwanda - Terry George en Keir Pearson
  - Kinsey - Bill Condon
  - The Life Aquatic with Steve Zissou - Wes Anderson en Noah Baumbach

### Beste bewerkte script
- Million Dollar Baby - Paul Haggis
  - Closer - Patrick Marber
  - The Phantom of the Opera - Joel Schumacher
  - Sideways - Alexander Payne and Jim Taylor

### Beste filmsong
- "Million Voices" - Jerry Duplessis, Andrea Guerra en Wyclef Jean - Hotel Rwanda
  - "Believe"- Glen Ballard en Alan Silvestri - The Polar Express
  - "Blind Leading the Blind" - Mick Jagger en David A. Stewart - Alfie
  - "The Book of Love" - Stephen Merritt - Shall We Dance?
  - "Learn to Be Lonely" - Andrew Lloyd Webber - The Phantom of the Opera
  - "Shine Your Light" - Robbie Robertson - Ladder 49

### Beste cinematografie
- House of Flying Daggers
  - Un long dimanche de fiançailles
  - The Aviator
  - Lemony Snicket's A Series of Unfortunate Events
  - The Phantom of the Opera
  - Spider-Man 2

### Beste visuele effecten
- The Aviator
- House of Flying Daggers 
  - Collateral
  - Eternal Sunshine of the Spotless Mind
  - Sky Captain and the World of Tomorrow
  - Spider-Man 2

### Beste montage
- Collateral
  - The Aviator
  - Closer
  - House of Flying Daggers
  - Lemony Snicket's A Series of Unfortunate Events
  - Spider-Man 2

### Beste score
- "Napoleon Dynamite" - John Swihart
  - "Alfie" - Mick Jagger, John Powell en David A. Stewart
  - "The Aviator" - Howard Shore
  - "Finding Neverland" - Jan A.P. Kaczmarek
  - "The Incredibles" - Michael Giacchino
  - "Spider-Man 2" - Danny Elfman

### Beste geluidseffecten
- Collateral
  - The Aviator
  - The Phantom of the Opera
  - Spider-Man 2
  - Code 46

### Beste artdirection
- De-Lovely
  - The Aviator
  - House of Flying Daggers
  - The Phantom of the Opera
  - Sky Captain and the World of Tomorrow
  - Vanity Fair

### Beste cast
- Sideways
  - Thomas Haden Church
  - Paul Giamatti
  - Virginia Madsen
  - Sandra Oh

### Beste kostuums
- Vanity Fair
  - The Aviator
  - De-Lovely
  - House of Flying Daggers
  - The Phantom of the Opera
  - Sky Captain and the World of Tomorrow

## Televisie

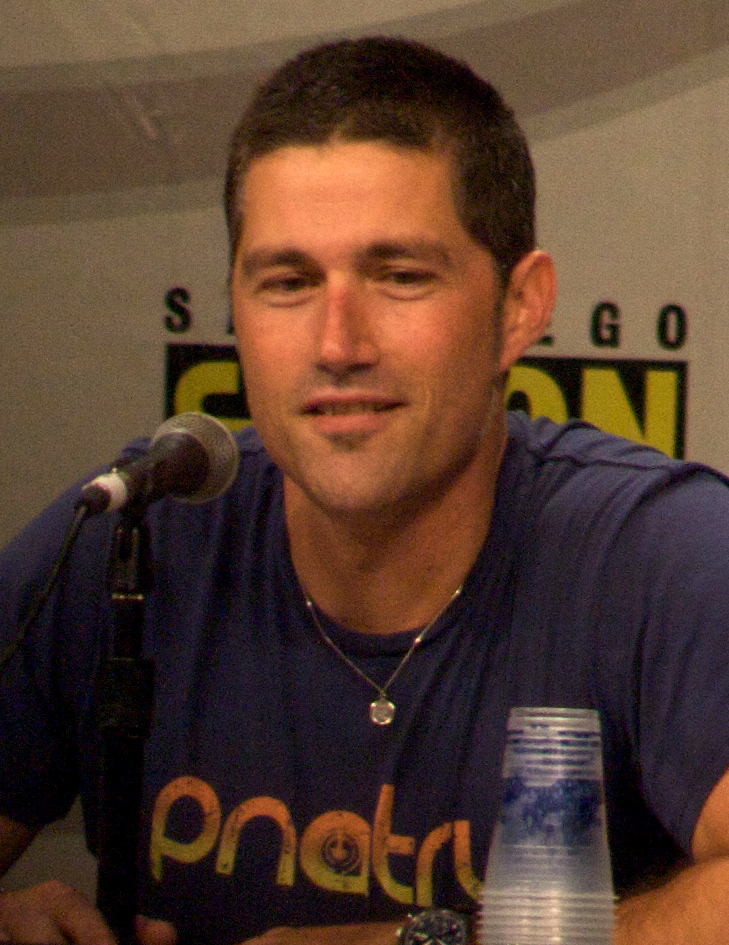
Matthew Fox (Lost), winnaar beste acteur in een dramaserie

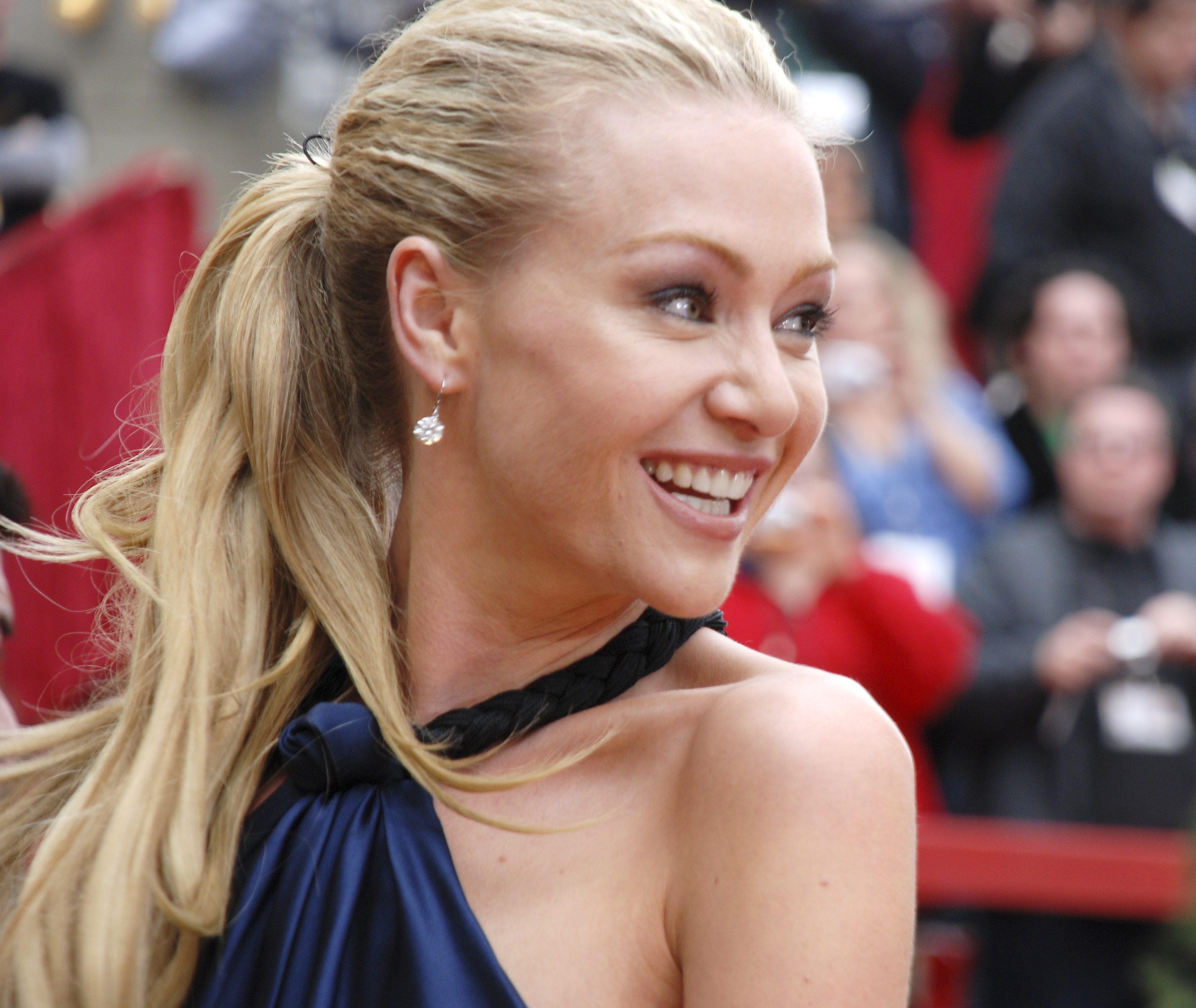
Portia de Rossi (Arrested Development), winnaar beste actrice in een komische of muzikale serie

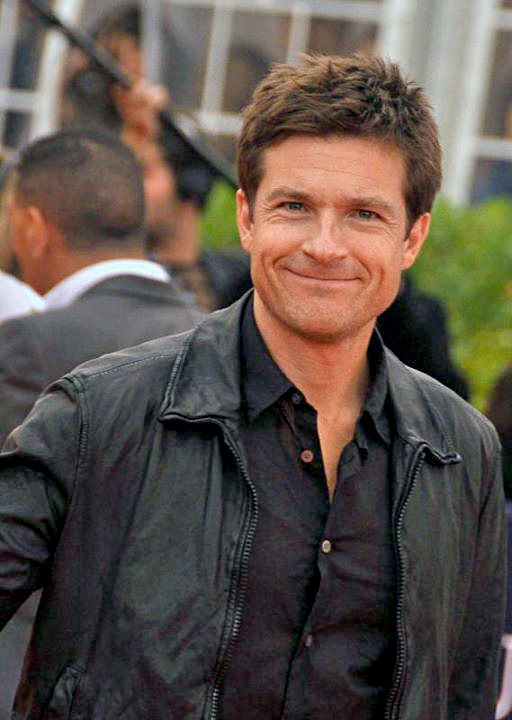
Jason Bateman (Arrested Development), winnaar beste acteur in een komische of muzikale serie

### Beste dramaserie
- Nip/Tuck
  - Boston Legal
  - The L Word
  - Lost
  - The Shield

### Beste komische of muzikale serie
- Desperate Housewives
  - Arrested Development
  - The Bernie Mac Show
  - Gilmore Girls
  - Scrubs

### Beste miniserie
- The Lost Prince
  - The 4400
  - American Family: Journey of Dreams
  - The Last King
  - Prime Suspect 6: The Last Witness
  - The Second Coming

### Beste televisiefilm
- Redemption: The Stan Tookie Williams Story
  - Helter Skelter
  - Iron Jawed Angels
  - Life and Death of Peter Sellers
  - Something the Lord Made

### Beste actrice in een dramaserie
- Laurel Holloman - The L Word
  - Jennifer Garner - Alias
  - Evangeline Lilly - Lost
  - Joely Richardson - Nip/Tuck
  - Amber Tamblyn - Joan of Arcadia

### Beste acteur in een dramaserie
- Matthew Fox - Lost
  - Vincent D'Onofrio - Law & Order
  - Anthony LaPaglia - Without a Trace
  - James Spader - Boston Legal
  - Treat Williams - Everwood

### Beste actrice in een komische of muzikale serie
- Portia de Rossi - Arrested Development
  - Marcia Cross - Desperate Housewives
  - Lauren Graham - Gilmore Girls
  - Teri Hatcher - Desperate Housewives
  - Felicity Huffman - Desperate Housewives
  - Maya Rudolph - Saturday Night Live

### Beste acteur in een komische of muzikale serie
- Jason Bateman - Arrested Development
  - Zach Braff - Scrubs
  - Larry David - Curb Your Enthusiasm
  - Bernie Mac - The Bernie Mac Show
  - Damon Wayans - My Wife and Kids

### Beste actrice in een televisiefilm of miniserie
- Dianne Wiest - The Blackwater Lightship
  - Clea DuVall - Helter Skelter
  - Angela Lansbury - The Blackwater Lightship
  - Helen Mirren - Prime Suspect 6: The Last Witness
  - Miranda Richardson - The Lost Prince

### Beste acteur in een televisiefilm of miniserie
- Jamie Foxx - Redemption
  - Keith Carradine - Deadwood
  - Mos Def - Something the Lord Made
  - Alan Rickman - Something the Lord Made
  - Geoffrey Rush - The Life and Death of Peter Sellers

### Beste actrice in een bijrol in een serie, miniserie of televisiefilm
- Anjelica Huston - Iron Jawed Angels
  - Mary Stuart Masterson - Something the Lord Made
  - Helen McCrory - Charles II: The Power & the Passion
  - Gina McKee - The Lost Prince
  - Emily Watson - The Life and Death of Peter Sellers

### Beste acteur in een bijrol in een serie, miniserie of televisiefilm
- Bill Nighy - The Lost Prince
  - Brad Dourif - Deadwood
  - Balthazar Getty - Traffic
  - William H. Macy - Stealing Sinatra
  - Keith McErlean - The Blackwater Lightship